# Cronaca di Nabucodonosor II

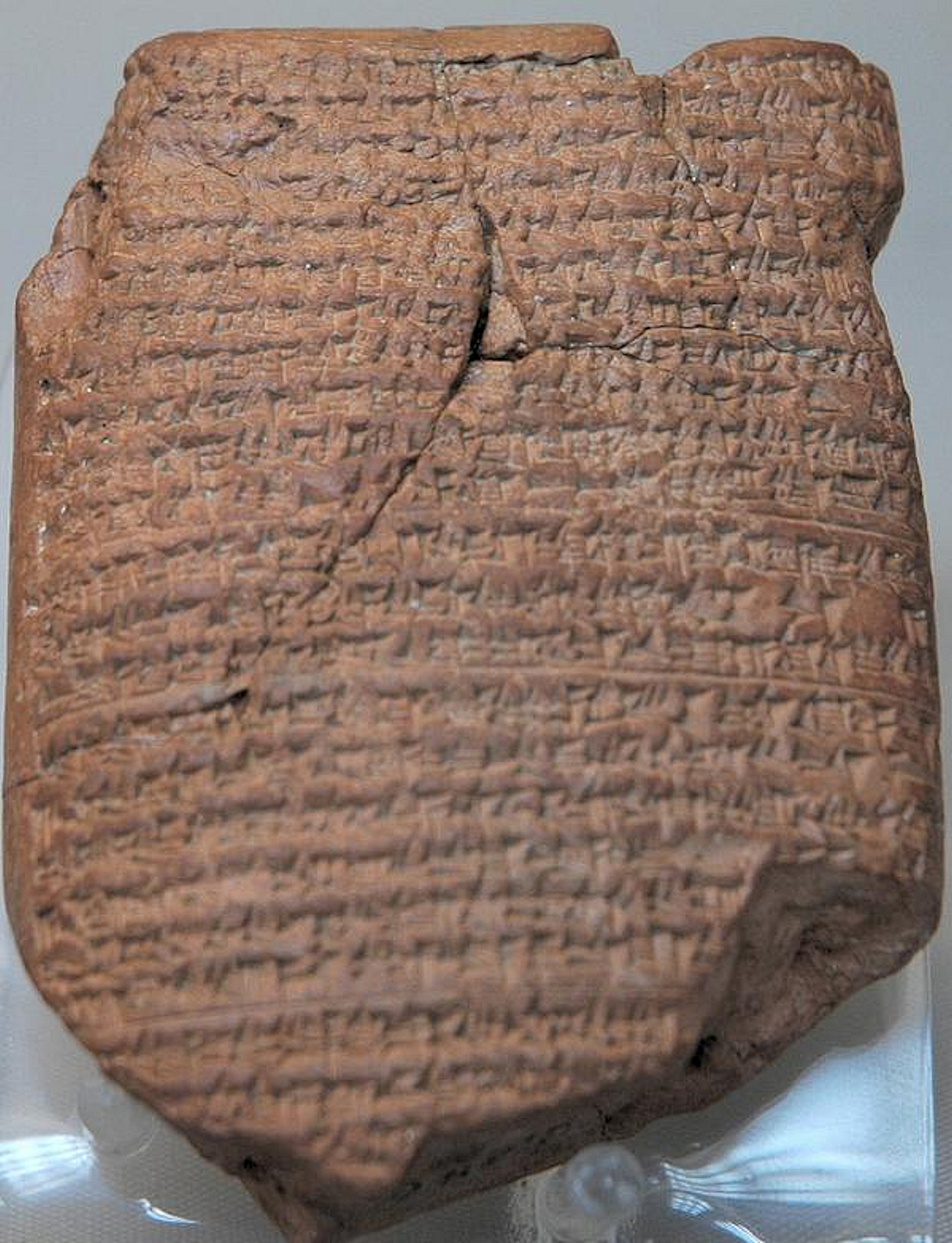
Cronaca dei primi anni di Nabucodonosor (ABC 05)

La Cronaca di Nebuchadnezzar  o Cronaca di Gerusalemme è una stele della serie delle c.d. "Cronache babilonesi" e contiene una descrizione dei primi undici anni del regno di Nabucodonosor II. La tavoletta descrive le campagne militari di Nabucodonosor in occidente ed è stata interpretata come fonte d'informazioni sulla battaglia di Carchemish e sull'assedio di Gerusalemme (597 a.C.) La tavoletta è numerata ABC5 nel testo standard di Grayson e BM 21946 nel British Museum.
È una delle due cronache identificate che si riferiscono a Nabucodonosor e non copre tutto il suo regno. L'ABC5 è una continuazione della Cronaca babilonese ABC4 ("Gli ultimi anni di Nabopolassar"), dove Nabucodonosor è menzionato come il principe ereditario. Poiché l'ABC 5 fornisce solo una registrazione dell'undicesimo anno di Nabucodonosor,  la successiva distruzione e l'esilio registrati nella Bibbia ebraica e avvenuti dieci anni dopo non sono trattati nelle cronache o altrove nel documento archeologico.
Come con la maggior parte delle altre cronache babilonesi, la tavoletta è priva di provenienza, essendo stata acquistata nel 1896 tramite un antiquario da uno scavo sconosciuto. Fu pubblicato per la prima volta 60 anni dopo, nel 1956, da Donald Wiseman.

## Carchemish
La tavoletta afferma che:
()

## Assedio di Gerusalemme
La cronaca non si riferisce direttamente a Gerusalemme ma menziona una "Città di Iaahudu", interpretata come "Città di Giuda". La cronaca afferma:
()

## Cronologia
Si ritiene che la cronaca confermi la data del primo assedio di Gerusalemme. Prima della pubblicazione delle Cronache babilonesi di Donald Wiseman nel 1956, Thiele aveva stabilito dai testi biblici che la cattura iniziale di Gerusalemme da parte di Nabucodonosor avvenne nella primavera del 597 a.C., mentre altri studiosi, tra cui Albright, datavano più frequentemente l'evento al 598 a.C.
Non ci sono fonti extra-bibliche per il Secondo Assedio di Gerusalemme, datato al 587 a.C. La data è stata raggiunta confrontando le prove della cronaca con le date fornite nel libro di Ezechiele in relazione all'anno di cattività di Ieconiah, cioè la prima caduta di Gerusalemme.